# ウルスラ (小惑星)
ウルスラ (375 Ursula) は、小惑星帯の大きな小惑星である。
フランスの天文学者、オーギュスト・シャルロワによってニース天文台で発見された。
名前の由来は不明であるが、聖女の名前に由来するのではないかとも考えられている。
1982年と1999年にアメリカ合衆国で、2003年10月に日本で掩蔽が観測された。